# Попово (Вармінсько-Мазурське воєводство)
Попово (пол. Popowo, нім. Popowen) — село в Польщі, у гміні Простки Елцького повіту Вармінсько-Мазурського воєводства.
Населення — 83 особи (2011).
У 1975-1998 роках село належало до Сувальського воєводства.

## Демографія
Демографічна структура станом на 31 березня 2011 року:
|          | Загалом | Допрацездатний вік | Працездатний вік | Постпрацездатний вік |
| -------- | ------- | ------------------ | ---------------- | -------------------- |
| Чоловіки | 47      | 18                 | 22               | 7                    |
| Жінки    | 36      | 9                  | 18               | 9                    |
| Разом    | 83      | 27                 | 40               | 16                   |